# Satsuma (Kagoshima)
Satsuma (さつま町?) è una cittadina giapponese della prefettura di Kagoshima.